# Daïra de Chellala
La daïra de Chellala est une daïra d'Algérie située dans la wilaya d'El Bayadh et dont le chef-lieu est la ville éponyme de Chellala.

## Localisation
La daïra est située à l'ouest de la wilaya d'El Bayadh.

## Communes
La daïra est composéé de deux communes : Chellala et El Mehara.